# ...In Shallow Seas We Sail
...In Shallow Seas We Sail è il quarto album in studio del gruppo post-hardcore statunitense Emery, pubblicato nel 2009.

## Tracce
1. Cutthroat Collapse – 3:24
2. Curbside Goodbye – 4:05
3. Inside Our Skin – 3:14
4. Churches and Serial Killers – 2:55
5. Butcher's Mouth – 3:14
6. In Shallow Seas We Sail – 3:38
7. The Poor and the Prevalent – 3:05
8. The Smile, The Face – 2:39
9. A Sin To Hold On To – 2:50
10. Piggy Bank Lies – 3:22
11. Edge of the World – 3:52
12. Dear Death Part 1 – 1:41
13. Dear Death Part 2 – 3:06

## Formazione
- Toby Morell – voce, basso
- Matt Carter – chitarra, voce
- Josh Head – tastiera, voce, elettronica
- Devin Shelton – voce, basso
- Dave Powell – batteria, percussioni